# 龙庆院
龙庆院位于中国山西省运城市绛县古绛镇东仇张村.

## 保护
2021年8月4日，龙庆院公布为第六批山西省文物保护单位，古建筑类，年代为元，编号6-270。	